# Perizoma actuata
Perizoma actuata är en fjärilsart som beskrevs av Richard F. Pearsall 1909. Perizoma actuata ingår i släktet Perizoma och familjen mätare. Inga underarter finns listade i Catalogue of Life.